# Eishockey-Nationalliga (Österreich) 1996/97
Die Saison 1996/97 der österreichischen Eishockey-Nationalliga wurde mit vierzehn Mannschaften ausgetragen. Titelverteidiger war der EC Kitzbühel aus der im Vorjahr ausgetragenen Oberliga-Saison, die statt der Nationalliga als zweite Spielklasse gedient hatte. Neuer Meister wurde der EHC Lustenau, der jedoch von seinem Recht zum Aufstieg in die Bundesliga keinen Gebrauch machte.

## Teilnehmer und Modus
Das aus zehn Mannschaften bestehende Teilnehmerfeld der Vorsaison wurde für die aktuelle Spielzeit auf vierzehn Teams erweitert. Als Abgänge waren der UEC Mödling und der SC Kufstein zu vermelden. Neu hinzugekommen waren der EHC Lustenau, der aus finanziellen Gründen freiwillig aus der Bundesliga abgestiegen war und aus denselben Gründen auf den erneuten Aufstieg nach dem Meisterschaftsgewinn verzichtete, sowie der SC Hohenems, der EK Zell am See, der EV Zeltweg (war als Letzter aus der Bundesliga abgestiegen), der UEHV Gmunden und der Union EC Eisenstadt. Letzterer brachte eine der seltenen Teilnahmen eines burgenländischen Teams an einer der professionellen Eishockeyligen Österreichs mit sich.
Die Vereine spielten zunächst in zwei Gruppen zu je sieben Mannschaften aufgeteilt eine einfache Hin- und Rückrunde. Die drei jeweils bestplatzierten Teams ermittelten in einer Platzierungsrunde anschließend die Reihenfolge für die Begegnungen des Viertelfinales. Zwei weitere Teilnehmer wurden in zwei regionalen Qualifikationsrunden zwischen jenen Teams ermittelt, die nicht für die Platzierungsrunde qualifiziert waren. Die Playoffs wurden anschließend durchgehend im Best-of-three-Modus ausgetragen.

## Grunddurchgang

### Tabelle Gruppe West
| Pl. | Team                   | Sp | S  | U | N  | Tore    | Pkt |
| --- | ---------------------- | -- | -- | - | -- | ------- | --- |
| 1   | EHC Lustenau           | 12 | 11 | 1 | 0  | 100:370 | 23  |
| 2   | EC Kitzbühel           | 12 | 8  | 0 | 4  | 62:54   | 16  |
| 3   | AST Silz               | 12 | 7  | 0 | 5  | 69:59   | 14  |
| 4   | SC Hohenems            | 12 | 6  | 0 | 6  | 45:59   | 12  |
| 5   | HC Innsbruck           | 12 | 5  | 0 | 7  | 45:51   | 10  |
| 6   | 1. EC Wattens Pinguins | 12 | 3  | 1 | 8  | 43:73   | 7   |
| 7   | EK Zell am See         | 12 | 0  | 2 | 10 | 37:68   | 2   |

### Tabelle Gruppe Ost
| Pl. | Team                 | Sp | S  | U | N  | Tore  | Pkt |
| --- | -------------------- | -- | -- | - | -- | ----- | --- |
| 1   | EHC Fischerbräu Wien | 12 | 10 | 1 | 1  | 79:26 | 21  |
| 2   | DEK Klagenfurt       | 12 | 8  | 2 | 2  | 62:29 | 18  |
| 3   | EV Zeltweg           | 12 | 6  | 2 | 5  | 45:44 | 14  |
| 4   | EHC Black Wings Linz | 12 | 6  | 0 | 6  | 44:41 | 12  |
| 5   | EHC Donaustadt       | 12 | 4  | 2 | 6  | 40:55 | 10  |
| 6   | Union EC Eisenstadt  | 12 | 3  | 3 | 6  | 36:50 | 9   |
| 7   | UEHV Gmunden         | 12 | 0  | 0 | 12 | 36:97 | 0   |

## Zwischenrunde

### Platzierungsrunde
| Pl. | Team                 | Sp | S | U | N | Tore  | Pkt |
| --- | -------------------- | -- | - | - | - | ----- | --- |
| 1   | EHC Fischerbräu Wien | 10 | 8 | 1 | 1 | 40:15 | 17  |
| 2   | AST Silz             | 10 | 7 | 1 | 2 | 52:41 | 15  |
| 3   | EHC Lustenau         | 10 | 6 | 1 | 3 | 54:31 | 13  |
| 4   | DEK Klagenfurt       | 10 | 3 | 1 | 6 | 40:40 | 7   |
| 5   | EC Kitzbühel         | 10 | 2 | 1 | 7 | 47:69 | 5   |
| 6   | EV Zeltweg           | 10 | 1 | 1 | 8 | 24:61 | 3   |

### Qualifikationsrunden
Als Sieger der Qualifikationsrunden erreichten auch der SC Hohenems (West) und der Union EC Eisenstadt (Ost) die Playoffs.

## Playoffs

### Viertelfinale
| Serie                                     | Stand | Spiel 1 | Spiel 2 | Spiel 3 |
| ----------------------------------------- | ----- | ------- | ------- | ------- |
| EHC Fischerbräu (1) – Union EC Eisenstadt | 2:0   | 8:4     | 12:1    |         |
| AST Silz (2) – SC Hohenems                | 2:0   | 8:1     | 5:2     |         |
| EHC Lustenau (3) – EV Zeltweg (6)         | 2:0   | 11:1    | 4:1     |         |
| DEK Klagenfurt (4) – EC Kitzbühel (5)     | 2:1   | 9:4     | 2:4     | 8:6     |

### Halbfinale
| Serie                                    | Stand | Spiel 1 | Spiel 2   | Spiel 3 |
| ---------------------------------------- | ----- | ------- | --------- | ------- |
| EHC Fischerbräu (1) – DEK Klagenfurt (4) | 2:1   | 1:3     | 6:5 n. P. | 7:3     |
| AST Silz (2) – EHC Lustenau (3)          | 0:2   | 3:9     | 6:10      |         |

### Finale
| Serie                                  | Stand | Spiel 1 | Spiel 2 | Spiel 3 |
| -------------------------------------- | ----- | ------- | ------- | ------- |
| EHC Fischerbräu (1) – EHC Lustenau (3) | 1:2   | 7:3     | 0:2     | 1:4     |

## Auf- und Abstieg
Der EHC Lustenau verzichtete aus finanziellen Gründen auf einen Aufstieg in die Bundesliga. Es gab keinen geregelten Abstieg, jedoch verließen zuerst die Tiroler Vereine (Silz, Kitzbühel, Innsbruck und Wattens) und anschließend auch einige weitere (EHC Fischerbräu, Hohenems, Gmunden, Eisenstadt) aus Kostengründen die Liga, nachdem eine Durchführung in zwei regionalen Gruppen nicht mehr wahrscheinlich war.

## Kader des Nationalliga-Meisters
| Nationalliga-Meister EHC Lustenau | Torhüter: Christian Fend Verteidiger: Michael Rossi Angreifer: Siegfried Haberl, Timo Nussbaumer, Ray Podloski, Maximilian Squillace Cheftrainer: |